# Рыжов, Константин Ильич
Константин Ильич Рыжов (27 апреля 1926, Орехово-Зуево, Московская губерния, РСФСР, СССР — 15 октября 2018, Санкт-Петербург, Россия) — советский оператор-постановщик. Заслуженный деятель искусств РСФСР (1958).

## Биография
С 1956 года Константин Рыжов работал оператором-постановщиком на киностудии «Ленфильм». Заслуженный деятель искусств РСФСР (1982). Член Союза кинематографистов СССР (Ленинградское отделение).
В качестве оператора-постановщика работал с такими известными режиссёрами как Владимир Мотыль, Надежда Кошеверова, Евгений Татарский и Виталий Мельников.
Ушёл из жизни 15 октября 2018 года. Похороны состоялись на кладбище в Комарово.

## Фильмография
- 1956 — Она вас любит! (совместно с Владимиром Бурыкиным) (Режиссёры-постановщики: Семён Деревянский, Рафаил Суслович)
- 1957 — На острове Дальнем… (Режиссёр-постановщик: Николай Розанцев)
- 1959 — В твоих руках жизнь (Режиссёр-постановщик: Николай Розанцев)
- 1960 — Семья Мяннард (Режиссёр-постановщик: Александр Мандрыкин)
- 1961 — Старожил (Режиссёр-постановщик: Искандер Хамраев)
- 1962 — Завтрашние заботы (Режиссёры-постановщики: Григорий Аронов, Будимир Метальников)
- 1964 — Поезд милосердия (Режиссёр-постановщик: Искандер Хамраев)
- 1965 — Третья молодость (СССР/Франция) (совместно с Мишелем Кельбером) (Режиссёр-постановщик: Жан Древиль)
- 1967 — Женя, Женечка и «катюша» (Режиссёр-постановщик: Владимир Мотыль)
- 1967 — Происшествие, которого никто не заметил (Режиссёр-постановщик: Александр Володин)
- 1968 — Старая, старая сказка (Режиссёр-постановщик: Надежда Кошеверова)
- 1971 — Гойя, или Тяжкий путь познания (СССР/ГДР/Болгария/Югославия) (совместно с Вернером Бергманом) (Режиссёр-постановщик: Конрад Вольф)
- 1971 — Тень (Режиссёр-постановщик: Надежда Кошеверова)
- 1973 — Всадник без головы (Режиссёр-постановщик: Владимир Вайншток)
- 1973 — Цемент (Режиссёры-постановщики: Александр Бланк, Сергей Линков)
- 1975 — Иван и Коломбина (Режиссёр-постановщик: Валерий Чечунов)
- 1977 — Вооружён и очень опасен (СССР/Румыния/Чехословакия) (Режиссёр-постановщик: Владимир Вайншток)
- 1977 — Золотая мина (Режиссёр-постановщик: Евгений Татарский)
- 1978 — Дом строится (Режиссёры-постановщики: Павел Коган, Пётр Мостовой)
- 1979-1980 — Клуб самоубийц, или Приключения титулованной особы (Режиссёр-постановщик: Евгений Татарский)
- 1980 — Свет в окне (Режиссёр-постановщик: Аян Шахмалиева)
- 1981 — Две строчки мелким шрифтом (Режиссёр-постановщик: Виталий Мельников)
- 1982 — Без видимых причин (Режиссёр-постановщик: Евгений Татарский)
- 1982 — Сеанс одновременной игры (Режиссёр-постановщик: Алексей Лебедев)
- 1983 — Гори, гори ясно… (Режиссёр-постановщик: Аян Шахмалиева)
- 1983 — Уникум (Режиссёр-постановщик: Виталий Мельников)
- 1984 — Подслушанный разговор (Режиссёр-постановщик: Сергей Потепалов)
- 1985 — Контракт века (Режиссёр-постановщик: Александр Муратов)
- 1986 — За Ветлугой-рекой (Режиссёр-постановщик: Сергей Линков)
- 1987 — Моонзунд (Режиссёр-постановщик: Александр Муратов)
- 1988 — Крик о помощи (Режиссёр-постановщик: Сергей Потепалов)
- 1989 — Ад, или Досье на самого себя (Режиссёр-постановщик: Геннадий Беглов)
- 1989 — Криминальный квартет (Режиссёр-постановщик: Александр Муратов)
- 1990 — Страсти по Владимиру (Режиссёр-постановщик: Марк Розовский)
- 1991 — Пьющие кровь (Режиссёр-постановщик: Евгений Татарский)